# 2496 Fernandus
A 2496 Fernandus (ideiglenes jelöléssel 1953 TC1) a Naprendszer kisbolygóövében található aszteroida. Az Indianai Egyetem fedezte fel 1953. október 8-án.